# Nauka Polska. Jej Potrzeby, Organizacja i Rozwój
Nauka Polska. Jej Potrzeby, Organizacja i Rozwój – rocznik naukoznawczy ukazujący się od 1918. Wydawcą jest Kasa im. Mianowskiego. W roczniku publikowane są teksty odnoszące się do aktualnych zagadnień związanych z polityką naukową w Polsce i na świecie, opracowania na temat historii nauki, autobiografie i biografie wybitnych uczonych oraz szeroki dział sprawozdawczy, zawierający przede wszystkim sprawozdania roczne z działalności Kasy imienia Józefa Mianowskiego – Fundacji Popierania Nauki. 

## Redaktorzy naczelni
- Stanisław Michalski
- Jan Piskurewicz (1992–2003)
- Andrzej Śródka (2004–2010)
- Jan Piskurewicz (2011–2015)
- Jaromir Jeszke (od 2015)